# جولین آسانژ
جولیَن پاول آسانْژ (به انگلیسی: Julian Paul Assange؛ زادهٔ ۳ ژوئیه ۱۹۷۱) روزنامه‌نگار، برنامه‌نویس رایانه، کنشگر اینترنت و از بنیان‌گذاران وبگاه ویکی‌لیکس و سردبیر استرالیایی آن است. او در سال ۲۰۱۰ پس از انتشار مجموعه‌ای از اطلاعات درز کرده ازسویِ چلسی مَنینگ —تحلیلگر اطلاعاتی ارتش ایالات متحده— از جمله اسناد و ویدیوهایی از حملاتِ هوایی ایالات متحده در بغداد، گزارش‌های نظامی ایالات متحده از جنگ‌های افغانستان و عراق، و اسناد دیپلماتیک ایالات متحده از سوی ویکی‌لیکس، مورد توجه بین‌المللی قرار گرفت. وی جوایز متعددی را برای نشر و روزنامه‌نگاری دریافت کرده است. جولین آسانژ برنده و نامزد چندین جایزه، از جمله جایزه رسانه عفو بین‌الملل برای انتشار کشتارهای غیرقانونی در کنیا و برگزیده خوانندگان برای شخصیت سال ۲۰۱۰ مجله تایم بوده است.
آسانژ کودکیِ خود را در چند شهرِ استرالیا گذراند تا اینکه خانواده‌اش در اواسط نوجوانیِ او در ملبورن مستقر شدند. او در آن هنگام با گروه‌ها و اجتماعاتِ هکری آشنا شد و در سال ۱۹۹۶ به جرمِ هک، محکومیتی دریافت کرد. او در کشورهای زیادی زیسته و در بسیاری از مناطق دنیا دربارهٔ آزادی بیان، سانسور و روزنامه‌نگاری پژوهش و سخنرانی کرده است. ویکی‌لیکس مطالبی دربارهٔ کشتارهای غیرقانونی در کنیا، دفع زباله‌های سمی در ساحل عاج، کتاب‌های راهنمای کلیسای ساینتولوژی (کلیسای علم‌شناسی)، وضعیت اسیران ارتش آمریکا در بازداشتگاه گوانتانامو و عملکرد بانک‌هایی مانند کوپتینگ و جولیوس بائر منتشر کرده است.
در سال ۲۰۱۰ ویکی‌لیکس اسناد جنگ عراق از جمله ویدیوی کشتار غیرنظامیان در عراق توسط بالگردهای ارتش آمریکا، و افشاگری جنگ افغانستان را دربارهٔ درگیری آمریکا در این جنگ‌ها منتشر کرد که برخی از آن‌ها اسناد محرمانه بوده‌اند. در ۲۸ نوامبر ۲۰۱۰ ویکی‌لیکس و پنج همکار مطبوعاتی اشپیگل، نیویورک تایمز، لوموند، گاردین و ال پائیس شروع به انتشار شنودهای غیرقانونی دیپلماتیک آمریکا — افشای اسناد دیپلماتیک آمریکا — کردند.
آسانژ در فوریه ۲۰۱۱ در دادگاه بریتانیا برای بازپس فرستاده شدن به سوئد به منظور پاسخگویی به پرس‌وجو دربارهٔ اتهام جنسی حضور یافت. او در پاسخ به بازجویان اظهار داشت که نسبت‌هایی که به او داده شده بی‌پایه هستند و با قرار وثیقه آزاد شد. در ۱۹ ژوئن ۲۰۱۲ او به سفارت اکوادور در لندن پناهنده شد. در ۱۶ اوت ۲۰۱۲ اکوادور تقاضای پناهندگی او را پذیرفت.
در فوریه ۲۰۱۶ یک کمیسیون سازمان ملل متحد این نظریه قانونی «غیر الزام‌آور» را صادر نمود که آسانژ تحت بازداشت خود سرانه قرار گرفته است و باید آزادی او به وی بازگردانده شده و غرامت پرداخت شود. این نظریه کمیسیون از طرف دادستانیهای بریتانیا و سوئد و همچنین وزارت خارجه بریتانیا رد شد. در مه ۲۰۱۷، دادستان سوئد با دستور توقفِ تحقیق دربارهٔ ادعای آزار جنسی آسانژ، حکم بازداشت او را باطل کرد.
لنین مورنو رئیس‌جمهوری اکواردور در ژوئیه ۲۰۱۸ از صحبت‌هایی که با مقامات بریتانیایی برای لغو پناهندگی او صورت گرفته بود خبر داد. در ۱۱ آوریل ۲۰۱۹، پلیس بریتانیا با دعوت سفیر اکوادور، وارد سفارت شده و آسانژ را بازداشت کرد. او تا آن هنگام در یکی از اتاق‌های سفارت اکوادور در لندن زندگی می‌کرد.
در ۲۳ مه ۲۰۱۹ دولت ایالات متحده آسانژ را به نقض قانون جاسوسی —مصوبِ سال ۱۹۱۷— متهم کرد. روزنامه‌ها، از جمله واشینگتن پست و نیویورک تایمز و همچنین نهادهای مربوط به آزادی مطبوعات، از تصمیم دولت مبنی بر اتهام او تحت عنوان جاسوسی انتقاد کردند و آن را به عنوان حمله به اصلاحیه اول قانون اساسی ایالات متحده —که آزادی مطبوعات را تضمین می‌کند— توصیف کردند. در ۱۰ دسامبر ۲۰۲۱، دیوان عالی لندن حکم داد که آسانژ می‌تواند برای بررسی اتهاماتش به ایالات متحده بازگردانده شود. در مارس ۲۰۲۲، دیوان عالی انگلستان درخواست آسانژ برای تجدید نظر را رد کرد. در آمریکا او با احتمال ۱۷۵ سال زندان روبه رو بود.
آسانژ در ۲۶ ژوئن ۲۰۲۴ در دادگاهی در جزیره سایپان و در چارچوب توافق‌نامه‌ای که با دستگاه قضایی آمریکا منعقد شد، اتهاماتش را پذیرفت و به پنج سال و دو ماه زندان (معادل دورانی که در بریتانیا محبوس بود) محکوم شد. آسانژ پس از اقرار به انتشار اسناد محرمانه نظامی آمریکا و پایان یک نبرد حقوقی چهارده ساله و مقاومت در برابر استرداد به ایالات متحده آزاد شد و به عنوانِ یک انسانِ آزاد به‌همراهِ کِوین راد (نخست‌وزیرِ سابق استرالیا) به استرالیا بازگشت.

## تولد و کودکی
آسانژ در شهر تاونزویل در ایالت کوئینزلند استرالیا زاده شد و بیشتر جوانی خود را در جزیره مغناطیسی گذراند. پدر بیولوژیک او «جان شیپتون» و مادرش «کریستین هاوکینز» دختر «وارن هوکینز» اسکاتلندی و رئیس دانشکده نورثرن ریورز است. پدر و مادرش پیش از تولدِ او از هم جدا شدند. وقتی جولیان یک‌ساله بود کریستین با کارگردان تئاتر «برِت آسانژ» ازدواج کرد و نام خانوادگی او را روی پسرش گذاشت. برت و کریستین آسانژ یک تئاتر سیار را می‌گرداندند. آنها حدود سال ۱۹۷۹ از هم جدا شدند. در ۱۹۷۹ مادرش بار دیگر ازدواج می‌کند. همسر جدید او، لیف مِینِل با نامِ دومِ لیف همیلتون، موسیقی‌دانی بود که به باور جولیان به فرقه ای استرالیایی به نام انجمن سنتینیکرتان پارک تعلق داشت که آموزگار یوگای آن «هامیلتون یایرن» آن را رهبری می‌کرد. آن‌ها دارای یک پسر شدند، اما دو سال بعد کارشان به جدایی رسید و بر سر نگهداری از فرزند مشکل پیدا کردند. مادر آسانژ به مدت ۵ سال پیوسته از دست پدر بچه فرار می‌کرد. تا پیش از ۱۴ سالگی آسانژ، ۳۰ بار شهر محل زندگی خود را عوض کرد و به مدارس زیادی از جمله دبستان گولمنگار رفت. گاهی نیز در خانه به او درس داده می‌شد. خودِ آسانژ گفته که در ۵۰ شهر متفاوت زندگی کرده و به ۳۷ مدرسه رفته است. او به همراه مادر و برادرش در ملبورن ساکن شدند. او در ۱۷ سالگی با دوستِ دختر خود زندگی مشترکی را آغاز کرد. او در سال ۹۴ در دانشگاه کوئینزلند مرکزی، مهندسی کامپیوتر، ریاضیات و فیزیک تحصیل کرد.
ناپدری‌اش، جولیان را پسری بسیار باهوش توصیف می‌کرد:
«همیشه پشتِ توسری‌خورده‌ها می‌ایستاد… همیشه از این‌که عده‌ای برضدّ عده‌ای دیگر دارودسته راه می‌انداختند، بسیار خشمگین می‌شد.»

آسانژ گفته:
«مردمان توانا و بخشنده قربانی نمی‌آفرینند؛ قربانیان را نیرو می‌بخشند.»
 او می‌گوید: «شخصیتی جنگ‌جوست و شاید زیاد در نیرو بخشیدن خوب نباشد، اما راه دیگری برای نیرو بخشیدن به قربانیان وجود دارد که مهار کسانی است که قربانی می‌آفرینند.»

## تحصیل
آسانژ از ۲۰۰۳ تا ۲۰۰۶ به فراگیری ریاضیات، فیزیک، مطالعه کوتاه‌مدت فلسفه و عصب‌شناسی در دانشگاه ملبورن می‌پردازد. بیشتر نمره‌های ریاضی او تنها در حد قبولی بودند و مدرکی نگرفت. این که همکلاسی‌هایش سرگرم پژوهش برای دارپا DARPA پنتاگون بودند باعث می‌شد که مرتب درس را رها کند و پس از آن هم ویکی‌لیکس را راه بیندازد.

## رخنه‌گری و محکومیت

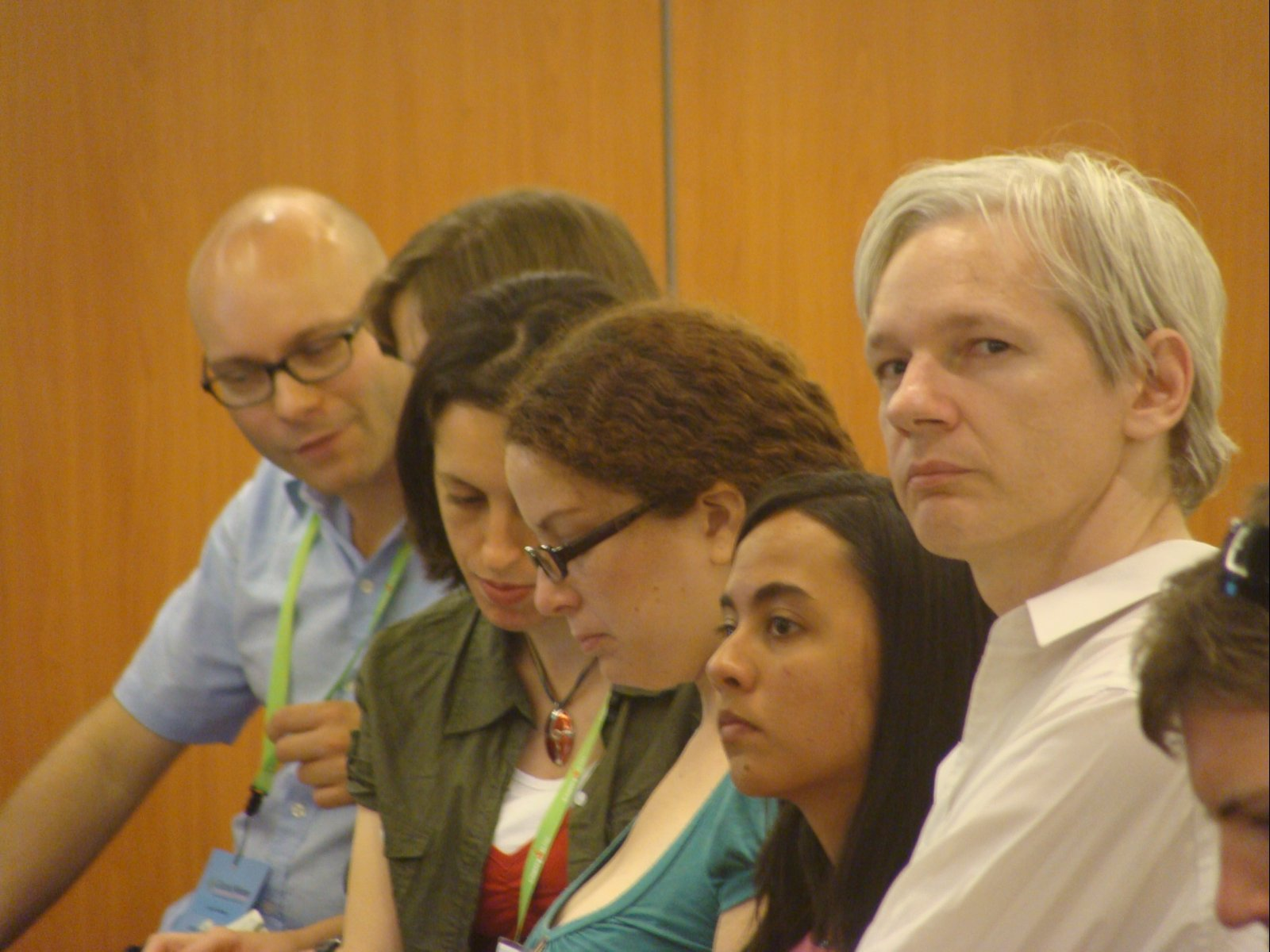

در ۱۹۸۷ و در اوایل ۱۶ سالگی او شروع به رخنه کامپیوتر با نام «مندَکس» (برگرفته از عبارتی از هوراس، مندَکس باشکوه یا دروغگوی نژاده) کرد. او و دو رخنه‌گر دیگر گروهی به نام «خرابکاران بین‌المللی» تأسیس کردند.
پلیس فدرال استرالیا با «عملیات هوا» تلاش کرد او را تحت نظر بگیرد. این عملیات از طریق شنود و شنود الکترونیک خط تلفن انجام می‌شد. بر این اساس، او در سپتامبر ۱۹۹۱، هنگام رخنه به پایانه اصلی یک شرکت مخابرات کانادایی به نام «ملبورن نورتل» دستگیر شد. اعلام شد که او از راه مودم به کامپیوترهایی دسترسی یافته که به دانشگاهی در استرالیا، هفتمین گروه فرمان نیروی هوایی ایالات متحده آمریکا پنتاگون و دیگر سازمان‌ها تعلق داشته است. تشکیل پرونده ۳۱ اتهام او در مورد رخنه‌گری و جرائم مرتبط سه سال طول کشید. شرکت نورتل اعلام کرد که رخنه آسانژ ۱۰۰۰۰ دلار برای آن شرکت هزینه داشته است. در نهایت، دادگاه، ۲۵ اتهام رخنه‌گری او را پذیرفت. اما به دلیل رفتار خوب، تنها با پرداخت ۲۱۰۰ دلار جریمه، آزاد شد. نظر قاضی پرونده این بود که: «هیچ شواهدی جز کنجکاوی هوشمندانه و لذت از توانایی ورود به این کامپیوترها وجود ندارد و اگر آسانژ کودکی نابه‌سامان را نداشت، باید ۱۰ سال به زندان می‌رفت.»
آسانژ بعدها گفته بود: «در واقع کمی آزاردهنده است. چون من همراه با یک نفر دیگر کتابی دربارهٔ هکر بودن نوشتیم، فیلم‌های مستندی درباره‌اش به وجود آمد و همه زیاد در این باره سخن گفتند. می‌توانند بِبُرند و بچسبانند (کات اند پیست کنند). اما این ۲۰ سال پیش بود. بسیار آزاردهنده است که مقالات امروز مرا هکر کامپیوتر می‌نامند. شرمنده نیستم، بلکه بسیار هم به آن افتخار می‌کنم. اما اکنون دلیل اینکه می‌گویند هکر کامپیوتر هستم را می‌فهمم. دلیل بسیار خاصی دارد.»
در سال ۲۰۱۱ مدارکی فاش شدند که نشان می‌دادند آسانژ در ۱۹۹۳ به واحد استثمار کودکان پلیس ایالت ویکتوریا در پیگرد مجرمان یاری رسانده است.

## تأسیس جنبش سرپرستی کودکان
در ۱۹۸۹ آسانژ با همسر نخست خود «ترزا دوئه» ازدواج کرد. پس از چند سال آن‌ها صاحب پسری به نام «دنیل» شدند. دستگیری و محکومیت آسانژ در سپتامبر ۱۹۹۱ باعث جدایی آن دو می‌شود. اما دریافت نتیجه از پرونده سرپرستی فرزندشان تا سال ۱۹۹۹ می‌شود.
این روند باعث پیدایش «گروه کنش‌گرای کندوکاو مادر یا پدر در مورد سرپرستی کودک» با کوشش آسانژ و مادرش می‌شود. به گفته مادر آسانژ هدف آن‌ها «دسترسی مستقیم به دادگاه کودک از سوی هر کسی برای درخواست سرپرستی برای هر کودکی است که به باور آن‌ها در معرض خطر جدی سوءاستفاده قرار دارد و کارگزار سرپرستی کودک از دادن این آگاهی‌ها سر باز زده است.»

## توسعه نرم‌افزارهای رایانه‌ای
در ۱۹۹۳ آسانژ یکی از نخستین فراهم‌کنندگان خدمات همگانی اینترنت در استرالیا به نام «شبکه دسترسی همگانی سایبری» بود. وی از ۱۹۹۴ در مقام برنامه‌ریز و گسترش‌دهنده نرم‌افزار آزاد در ملبورن ساکن شد. در ۱۹۹۵ نخستین پورت اسکنر متن‌باز (به انگلیسی: open source port scanner) را نوشت. در ۱۹۹۶ عضو تیمی برای نوشتن چندین وصله برای سامانه پستگرس‌کیوال بود.
در زمان نگارش کتاب زیرزمینی: «قصه‌های هک‌کردن، دیوانگی و وسواس دربارهٔ مرز الکترونیکی» (۱۹۹۷) آسانژ پژوهشگر کتاب بود. در این کتاب، او سابقه او در خرابکاران بین‌المللی روشن می‌کند.
از ۱۹۹۷ در توسعه سیستم رمزگذاری انکارپذیر رابرهوز همکاری داشت. این نوع رمزگذاری در وصله‌های سیستم‌عامل لینوکس بکار می‌رفت. هدف از طراحی این وصله‌ها انکارپذیری شدنی در برابر تحلیل رمز رابرهوز است. دیگر نرم‌افزارهای رایگانی که او در نگارش آن نقش داشته، نرم‌افزار گرفتن یوزنت NNTPCache (۱۹۹۶) و Surfraw (۲۰۰۰) هستند که برای موتورهای جستجو وب به کار می‌روند.

## فعالیت روزنامه‌نگاری
در سال ۲۰۰۹ آسانژ جایزه رسانه‌های عفو بین‌الملل برای «کنیا: فریاد خون - کشتارها و ناپدیدشدن‌های غیرقانونی» را از آن خود ساخت. او از سوی مرکز روزنامه‌نگاری کندوکاوگرانه به عنوان روزنامه‌نگار بازشناخته شده است. آسانژ سال‌ها یکی از اعضای اتحادیه روزنامه‌نگاران استرالیا، انجمن رسانه‌ها، سرگرمی و هنرها بود و در سال ۲۰۱۱ عضو افتخاری آن شده است.
الکس مسی می‌نویسد: «له، جولیان آسانژ روزنامه‌نگار است» و می‌افزاید البته شاید «اهل خبر» newman توصیف بهتری برای آسانژ باشد. آلن درشوویتز گفته: «بدون هیچ تردیدی او روزنامه‌نگار است، گونه‌ای تازه از روزنامه‌نگار.»
خود آسانژ گفته که از ۲۵ سالگی سرگرم انتشار مطالبی بر پایه واقعیت بوده و نیازی به گفت‌وشنود در این باره که او روزنامه‌نگار بودن یا نبودن او نیست. او می‌گوید: «پیش از هر چیز ناشر و سردبیری است که روزنامه‌نگاران دیگر را سازماندهی و رهبری می‌کند.»

## ویکی‌لیکس

### پیدایش
آسانژ در ۱۹۹۹ نام دامنه اینترنتی ویکی‌لیکس را ثبت می‌کند. او می‌گوید: «اما در آن زمان کاری با آن نکردم.»

### پیگردهای قضایی ایالات متحده
در سال ۲۰۱۰ پس از افشای اسناد محرمانه تهیه شده توسط سرباز آمریکایی «چلسی منینگ» از سوی ویکی‌لیکس، مقامات آمریکایی شروع به تحقیق با هدف محاکمه ویکی‌لیکس و جولیان آسانژ بنا بر قانون ضد جاسوسی ایالات متحده نمودند.

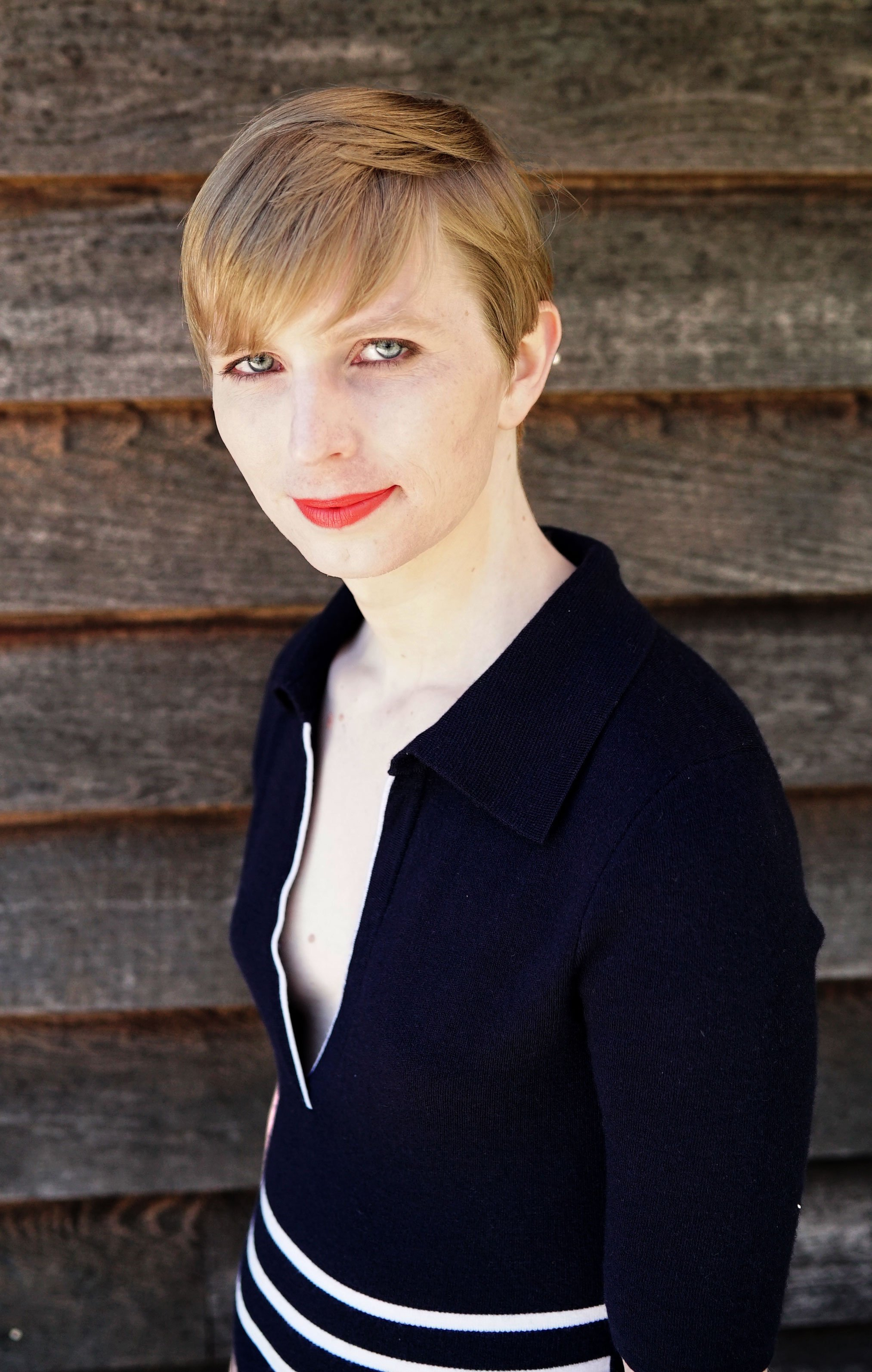
چلسی منینگ در ماه مه سال ۲۰۱۷

در ۱۰ ژوئن ۲۰۱۰، گزارش شد که مقامات پنتاگون سعی دارند او را دستگیر کنند. پس از بازجویی آسانژ و دیگران در مقابل اداره تحقیقات فدرال (اف‌بی‌آی) و «هیئت منصفه عالی» در الکساندریا، ویرجینیا در نوامبر ۲۰۱۰ دادستان کل ایالات متحده آمریکا اعلام کرد که تحقیقات علیه ویکی‌لیکس در جریان است. در دسامبر ۲۰۱۱ مأموران دادستانی پیگیر در پرونده چلسی منینگ، مدعی وجود مدارکی دال بر ارتباط اینترنتی بین منینگ و یکی از اعضا ویکی‌لیکس (آسانژ) شدند. آسانژ و منینگ هر دو منکر این ارتباط شده و اتهامات و را غیرواقعی خواندند. مدارک ارائه شده توسط دادستانی، مبتنی تنها بر ظواهر و نه بر پایه مدارک اثبات‌پذیر در دادگاه بودند. مأموران دولت می‌گفتند که، چلسی منینگ از ویکی‌لیکس، کمک‌های فناوری دریافت کرده بود تا بتواند کدهای رمز کامپیوتر ارتش آمریکا را بشکند.
مدارک دادگاهی منتشر شده و اسناد افشا شده در سال ۲۰۱۴ توسط ادوارد اسنودن کارمند پیشین آژانس امنیت ملی ایالات متحده آمریکا (اِن‌اِس‌اِی) در می ۲۰۱۴ نشان می‌دهند که حتی تا آن تاریخ نیز تحقیقات در مورد آسانژ ادامه داشتند و نام جولیان آسانژ در لیست افردی که باید «شکار شوند» قرار داشته است. همچنین آمریکا به هم پیمانانش اصرار می‌کرده تا روند تحقیقات جنایی خود را علیه آسانژ به اجرا بگذارند. در همان گزارش آمده است که آژانس امنیت ملی ایالات متحده آمریکا، ویکی‌لیکس را به عنوان «عنصر خارجی مخرب» طبقه‌بندی کرده که باید تحت مراقبت جدی باشد.
در ژانویه ۲۰۱۵ ویکی‌لیکس اعلام کرد که شرکت گوگل، ایمیل‌ها و فراداده‌های سه نفر از اعضایش را در اختیار دولت فدرال آمریکا قرار داده است. در اطلاعیه‌ای که به گوگل و به هیئت منصفه دادگاه محرمانه فرستاده شده بود، اتهامات وارده بر ویکی‌لیکس و جولیان آسانژ عبارت بودند از ۱) جاسوسی، ۲) توطئه برای جاسوسی، ۳) دزدی و تبدیل اسناد و اموال متعلق به ایالات متحده، ۴) شکستن قوانین مربوط به تقلبات کامپیوتری، ۵) و به‌طور کلی سوء استفاده و توطئه. در صورت اثبات هر یک از این اتهامات، متهم ممکن است حداقل به ۴۵ سال زندان محکوم شود.

### محاصره مالی
پس از انتشارات مهم ویکی‌لیکس در مورد افشای اسناد دیپلماتیک آمریکا، از ۷ دسامبر ۲۰۱۰ وسترن یونیون، مسترکارد، ویزا کارت، بنک آو آمریکا، پی‌پل همه نقل و انتقالات و حواله‌های بانکی با ویکی‌لیکس را مسدود کردند. بانک سوئیس، پست‌فایننس اعلام کردند که سرمایه‌های آسانژ را که بالغ بر ۳۱هزار یورو بوده بلوکه کرده است. چون هنگام بازگشایی حساب او، «آگاهی‌های نادرستی» دربارهٔ محل زندگی خود داده است. آسانژ این کردارهای خصمانه بنگاه‌های مالی را «مک‌کارتیسم سوداگرانه» نامید.
این ممنوعیت‌ها باعث می‌شدند که دریافت کمک‌های مالی هواداران که تنها راه کسب درآمد و بقای مالی برای ویکی‌لیکس است غیرممکن شود. محاصره بانکی، ویکی‌لیکس را در شرایط بسیار مشکلی قرار می‌داد و سبب ضررهای مالی مهمی برای این سازمان غیرانتفاعی شد. نزدیک به دو سال طول کشید و تنها پس از حکم یک دادگاه ایسلند به نفع ویکی‌لیکس و شکل خاص ساختار قراردادی کارت‌های اعتباری در فرانسه بود که امکان برقراری مجدد نقل و انتقالات مالی فراهم شد. وبگاه روزنامه انگلیسی‌زبان سوئدی «لوکال» در ۲۷ دسامبر ۲۰۱۰ به نقل از آسانژ نوشت که هزینه‌های قانونی برای ادامه فعالیت وبگاه ویکی‌لیکس و دفاعش به ۵۰۰هزار پوند رسیده است. تصمیم بازداری کمک مالی به ویکی‌لیکس از سوی ویزا، مسترکارد و پی‌پال ۴۲۵هزار پوند هزینه داشته که برابر با هزینه انتشارات در وب‌سایت در شش ماه است. آسانژ گفته که ویکی‌لیکس در اوج خود روزی ۸۵هزار دلار دریافت کرده است.

### کتاب زندگی‌نامه
در دسامبر ۲۰۱۰ آسانژ حقوق انتشار زندگی‌نامه به قلم خود را یک میلیون دلار فروخت. او به ساندی تایمز گفت: «به دلیل دشواری‌های مالی خود و وب‌سایتش ناگزیر به این کار شده و گفته نمی‌خواهم این کتاب را بنویسم، اما تا کنون ۲۰۰۰۰۰ پوند برای مسائل حقوقی خود پرداخته‌ام و نیاز دارم از خود دفاع کنم و ویکی‌لیکس را روی پا نگاه دارم.»

### اتهامات بدرفتاری جنسی
در سپتامبر ۲۰۱۰ پلیس سوئد تحقیق دربارهٔ دو مورد آزار جنسی از سوی آسانژ را آغاز کرد. آسانژ این اتهامات را «بی‌پایه» خواند و گفت تمامی برخوردهای جنسی رضایتی دوطرفه بوده‌اند. هویت دو زن سوئدی که از آسانژ شکایت کرده‌اند نامشخص است. در ژانویه ۲۰۱۱ آسانژ که در آن زمان در بریتانیا بود پی برد که سوئد حکم اروپایی دستگیری برای استرداد او به سوئد جهت بازجویی را صادر کرده است. بازپرسی استرداد در ۷ یا ۸ و ۱۱ فوریه ۲۰۱۱ در دادگاه قاضیان شهر وست‌مینستر انجام پذیرفت و حکم به حالت تعلیق درآمد. در ۲ مارس ۲۰۱۱ وکلای آسانژ در دادگاه عالی بریتانیا دلایل خود را برای اعتراض به بازپس‌فرستادن آسانژ به سوئد ارائه کردند. آسانژ به قید ضمانت آزاد شد. به دنبال پژوهش‌خواهی در ۱۲ و ۱۳ ژوئیه ۲۰۱۱، دادگاه عالی لندن تصمیم خود را به زمانی دیرتر انداخت. در ۳۰ مه ۲۰۱۲ دادگاه عالی بریتانیا، حکم نهایی مبنی بر تأیید تقاضای دادستان سوئد برای استرداد جولیان آسانژ به ان کشور را اعلام کرد. این دادگاه آخرین راه کار قانونی آسانژ برای اجتناب از با ز پس فرستاده شدن به سوئد بود. پس از اعلام حکم دادگاه عالی تجدید نظر، آسانژ که در خطر باز پس فرستاده شدن به سوئد قرار داشت به سفارت اکوادور در لندن پناهنده شد.
در مه ۲۰۱۷، دادستان سوئد تصمیم با دستور توقف تحقیق دربارهٔ ادعای آزار جنسی آسانژ، حکم بازداشت او را باطل کرد.

### تقاضای پناهندگی از اکوادور
از ژوئن ۲۰۱۲ آسانژ به سفارت اکوادور در لندن پناه برده و تا اوایل سال ۲۰۱۹ و زمان دستگیری، در آنجا زندگی می‌کرد. سفارت اکوادور با نصب دوش، تخت خواب، آشپزخانه کوچک، رایانه و… در یکی از اتاق‌های سفارت، آن را به محل زندگی آسانژ تغییر داد. نگرانی آسانژ و هوادارانش، از فرستاده شدن به سوئد و مواجه با اتهامات دادستانی سوئد نیست. بلکه آن‌ها نگران از احتمال بالای استرداد از سوئد به آمریکا هستند؛ زیرا با توجه به اتهامات وارده به آسانژ، حتی خطر حکم اعدام وجود دارد. پیشنهاد اعدام از طرف برخی سیاستمداران ایالات متحده عنوان شده بود.

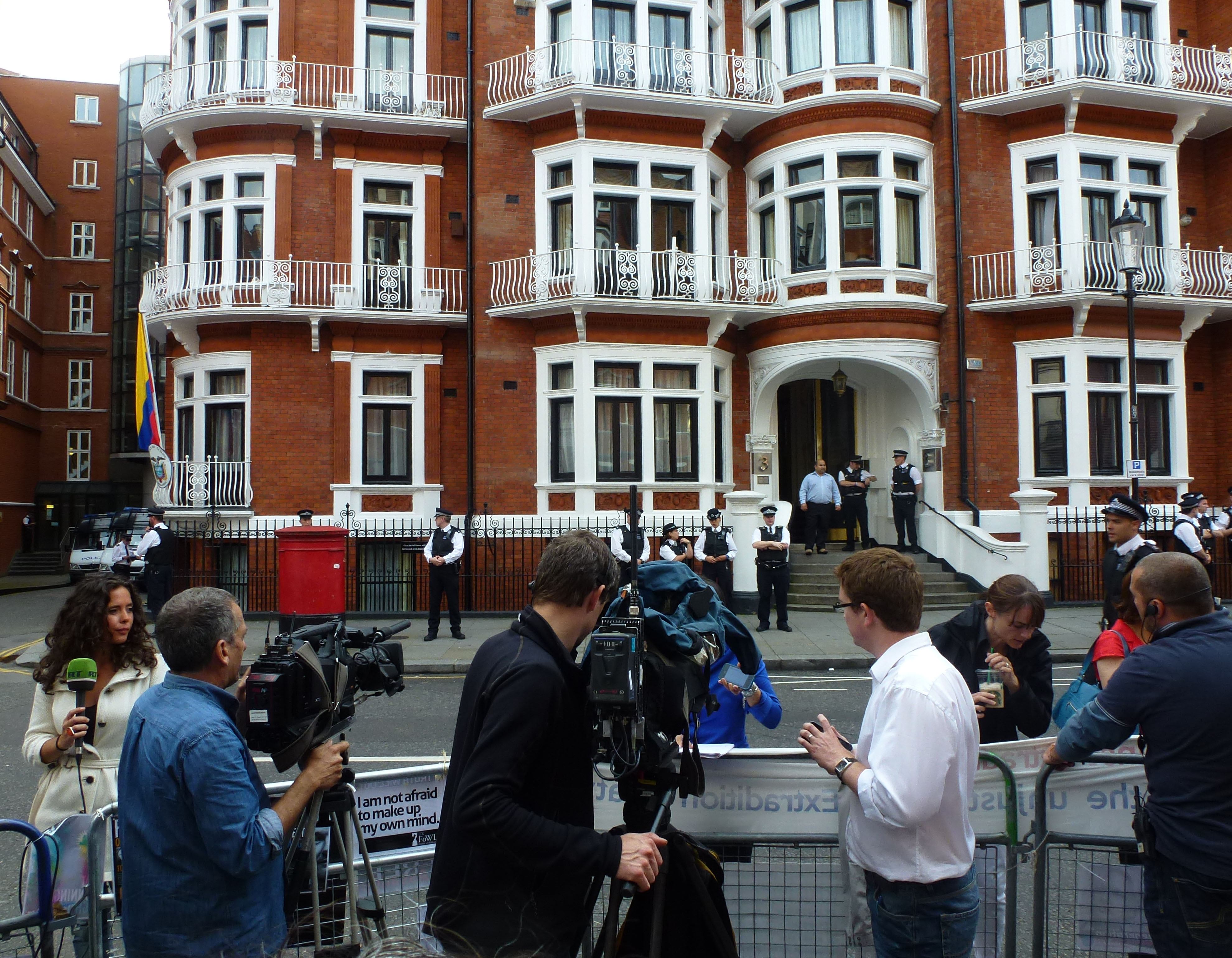
سفارت اکوادور در لندن، محل زندگی جولیان آسانژ از سال ۲۰۱۲ تا ۲۰۱۹

در ۱۹ ژوئن ۲۰۱۲ وزیر امور خارجه اکوادور ریکاردو پاتینو اعلام نمود که دولت اکوادور تقاضای پناهندگی جولیان آسانژ را دریافت کرده و در حال بررسی آن است. پیش از پذیرش پناهندگی آسانژ، دولت بریتانیا در نامه‌ای به وزیر خارجه پاتینو، تهدید نمود که پلیس سلطنتی، وارد سفارت اکوادور شده و آسانژ را در آنجا دستگیر خواهد نمود. اما ریکاردو پاتینو این تهدید را محکوم کرد و افزود این حرکت نقض قرارداد وین درباره روابط سیاسی است. پس از این جواب، دولت بریتانیا یک پاسگاه موقت در مقابل سفارت ایجاد کرد. افراد پاسگاه، وظیفه دارند آسانژ را در صورت خروج از سفارت اکوادور دستگیر کنند. تا اکتبر ۲۰۱۵ این پست نگهبانی هزینه‌ای معادل ۱۲/۶ میلیون پوند استرلینگ برای بریتانیا دربرداشت. به همین دلیل در آن تاریخ پاسگاه مزبور تعطیل شد. با این همه پلیس تأکید نمود که مأموران عادی و مخفی همچنان در صدد دستگیری آسانژ هستند.
در ۱۶ اوت ۲۰۱۲ وزیر امور خارجه ریکاردو پاتینو اعلام کرد که اکوادور تقاضای پناهندگی جولیان آسانژ را پذیرفته است. پاتینو در اعلامیه رسمی خود اظهار داشت به سبب جدیت و پشتکاری که جولیان آسانژ در دفاع از آزادی بیان و آزادی مطبوعات از خود نشان داده است، جان و امنیت ایشان امروز در معرض خطر است. ریکاردو پاتینو همچنین پیام حمایت رافائل کورئا رئیس‌جمهور اکوادور، مبنی بر اینکه جولیان آسانژ می‌تواند به‌مدت نامحدود در سفارت اکوادور اقامت داشته باشد را اعلام داشت. یکروز بعد آسانژ اولین سخنرانی خود را از ایوان سفارت اکوادور ایراد نمود.

### فرود اجباری هواپیمای رئیس‌جمهور بولیوی
در آوریل ۲۰۱۵ سفیر کشور بولیوی در روسیه آسانژ را متهم کرد که با نشر شایعات ساختگی، این باور را برای دولت آمریکا ایجاد کرده که رئیس‌جمهور بولیوی اوو مورالس قصد خارج کردن ادوارد اسنودن از روسیه را با هواپیمای ریاست جمهوری دارد. در نتیجه در ژوئیه ۲۰۱۳ آمریکا با نقض قرارداد وین دربارهٔ روابط سیاسی، هواپیمای مورالس را وادار به فرود در اتریش نمود. آسانژ در این مورد اظهار داشت: «طرح دارای شفافیت و صداقت کامل نبود، ولی ما بر این اعتقاد بودیم که نتیجه وسیله را توجیه می‌کند. نتیجه آن، عملیات ایالات متحده شد، و ما از آنچه رخ داد متاسفیم.»

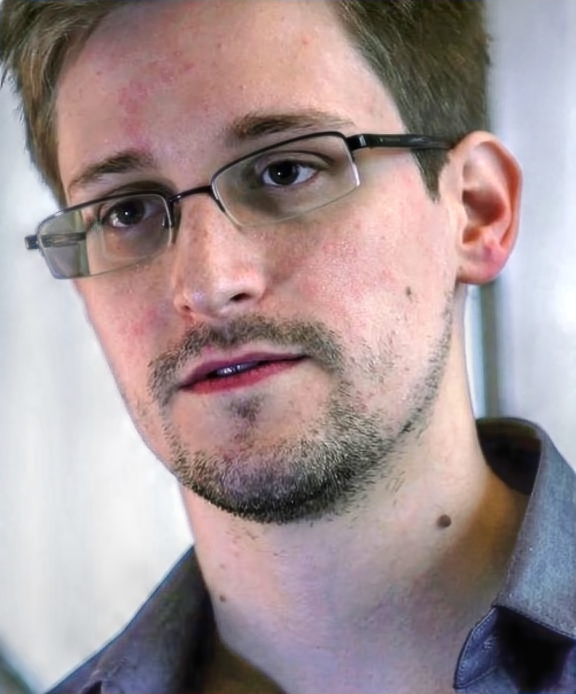
ادوارد اسنودن

بعدها در یک مصاحبه آسانژ موضوع فرود اجباری هواپیمای رئیس‌جمهور بولیوی برای جستن اسنودن در هواپیما، توسط دولت آمریکا را از این قرار شرح داد که: پس از باطل شدن پاسپورت ادوارد اسنودن، ویکی‌لیکس به این فکر افتاد که اسنودن را با هواپیمای خصوصی یکی از رئیس‌جمهورهای آمریکای جنوبی که حمایتشان از اسنودن را اعلام کرده بودند از مسکو خارج کنند. هواپیمای مورد نظر برای این نقشه، هواپیمای نیکلاس مادورو رئیس‌جمهور ونزوئلا بود؛ ولی ما تعمداً به جای مادورو در چند مکالمه تلفنی با وکلایمان در آمریکا از هواپیمای رئیس‌جمهور بولیوی مورالس نام بردیم، بدیهیست که سازمان‌های امنیتی آمریکا این صحبت‌ها را شنیده بودند؛ ولی نهایتاً این طرح را به اجرا نگذاشتیم و اسنودن در مسکو ماند و از روسیه تقاضای پناهندگی نمود.

### بازداشت
لنین مورنو رئیس‌جمهوری اکواردور در ژوئیه ۲۰۱۸ از صحبت‌هایی که با مقامات بریتانیایی برای لغو پناهندگی او صورت‌گرفته بود خبر داد. آسانژ در ۱۱ آوریل ۲۰۱۹ در سفارت اکوادور در لندن با دعوت سفیر اکوادور از اسکاتلندیارد بازداشت شد. پس از آن، رئیس‌جمهوری اکوادور در بیانیه‌ای اعلام کرد در پی نقض مکرر قوانین بین‌المللی پناهندگی او را لغو کرده است. در ۱۴ سپتامبر ۲۰۱۹ دادگاه وست‌مینیستر اعلام کرد که با وجود اینکه دوران ۲۰ ماهه محکومیت آسانژ به جرم نادیده گرفتن قرار وثیقه به جای حاضر شدن در دادگاه، تا ۲۲ سپتامبر به پایان می‌رسد اما به خاطر ترس از متواری شدن، از زندان آزاد نخواهد شد.
نیلز ملزر، گزارشگر ویژه سازمان ملل در حوزه شکنجه که نهم مه ۲۰۱۹ با جولیان آسانژ در زندان فوق امنیتی لندن ملاقات کرد، در بیانیه‌ای گفت: آسانژ عمداً دریک بازه زمانی چند ساله هدف اشکال خشن خشونت، تحقیر یا رفتار غیرانسانی یا مجازات قرار گرفت که تأثیرات فزاینده آن را می‌توان به عنوان شکنجه روانی توصیف کرد.

## واکنش‌های جهانی
استرالیا: نخست‌وزیر وقت استرالیا جولیا گیلارد فعالیت‌های او را غیرقانونی خواند و و پیشنهاد باطل کردن گذرنامه آسانژ را داد. این سخنان با واکنش شدیدی روبرو شده و به شدت محکوم شدند. در همان هنگام پلیس استرالیا اعلام کرد که آسانژ مرتکب عملی غیرقانونی نشده است.
وزیر امور خارجه استرالیا کوین راد که از پشتیبانان آسانژ است گفته هر تصمیمی برای باطل کردن گذرنامه باید در مورد گذرنامه گیلارد و نه آسانژ باشد. کریگ امرسون، وزیر بازرگانی و هلن کونان وزیر سابق ارتباطات حمایت خود را آسانژ اعلام و از تهدیدها انتقاد کرده‌اند. امرسون گفت: «ما به شدت تهدیدهایی را که عده‌ای در آمریکا برضد جولیان آسانژ پیش کشیده‌اند محکوم می‌کنیم. او از تمامی حقوق برای آنکه شهروند استرالیا باشد بهره‌مند است.»
حقوقدانان استرالیا تأکید کردند که آسانژ هیچ‌یک از قوانین استرالیا را زیر پا نگذاشته است. پیتر فاریس مشاور ملکه و از اعضای تیم دستگیری آسانژ در دهه ۱۹۹۰ گفته «انگیزه‌های مقامات سوئدی برای جستجوی راهی برای بازپس‌گرفتن آسانژ به دلیل اتهامات جرم جنسی ظن‌برانگیز است. آن‌ها باید بگویند چرا سوئد دارد این موضوع را پیگیری می‌کند. بسیار روشن است که اگر بیل بلوگ‌ها  (اکبر و اصغر) بودند به هیچ عنوان به زحمت نمی‌افتادند. پس از آنکه سفارت سوئد «پاسخ از پیش آماده شده و نامتقاعدکننده» خود را در پاسخ به نامه‌های اعتراض اعلام کرد، از گیلارد خواسته شد که پیامی به سوئد بفرستد و بپرسد در چرایی مطرح‌سازی چنین اتهاماتی پیش تحقیق و سپس کنار گذاشته شده و پرونده، دوباره از سوی دادستان دیگری به جریان افتد.»
در ۱۰ دسامبر ۲۰۱۰، بیش از پانصد نفر در برابر شهرداری سیدنی و سیصد و پنجاه نفر در بریزبن گرد آمدند. در بریزبن وکیل آسانژ گیلارد انتقاد کرد و به تظاهرکنندگان گفت که حکومت استرالیا «چاپلوس» آمریکاست. دادخواست یک صفحه‌ای که "گت‌آپ!" در پشتیبانی از آسانژ در نیویورک تایمز و واشینگتن تایمز به چاپ رساند، بیش از ۵۰۰۰۰۰ امضاکننده داشت.
 ایالات متحده آمریکا: شماری از گزارشگران سیاسی و رسانه‌ای و مقامات سابق و کنونی آمریکا مانند معاون رئیس‌جمهور ایالات متحده آمریکا جو بایدن آسانژ را تروریست می‌خوانند. در ماه مه ۲۰۱۰ رهبر اقلیت سنا میچ مکانل عبارت «تروریست فناوری بالا» را برای توصیف آسانژ به کار برد و گفت «او آسیب زیادی به کشور ما زده است. به گمان من باید به بالاترین مجازات قانونی محکوم شود.» در همان ماه، سخنگوی سابق مجلس نوت گینگریچ گفت «انتشار دانستنی‌هایی که مردم را به کشته شدن می‌رانند تروریسم است و جولیان آسانژ در این‌گونه تروریسم دست داشته است. باید به عنوان رزمنده دشمن با او برخورد شود.»
در ژوئیه ۲۰۱۰، پس از آنکه ویکی‌لیکس اسناد طبقه‌بندی شده مربوط به جنگ افغانستان را منتشر کرد، رئیس سران مشترک کارمندان آمریکا، مایک مولن در نشست خبری پنتاگون گفت: «هر چه‌قدر می‌خواهی دربارهٔ جنگ مخالفت کن، موضوع را با سیاست پیش ببر، مرا یا فرماندهان ما را دربارهٔ تصمیم‌هایی که برای به انجام رساندن مأموریتی که به ما داده شده به مبارزه بطلب، اما کسانی را که با کمال میل به راه آسیب و حتی پیشروی در این راه می‌روند، تنها برای برآوردن نیاز خود به گفتن آنچه می‌خواهی، به راه آسیب نکشان. آقای آسانژ می‌تواند هرچه می‌خواهد دربارهٔ خوبی بزرگ‌تری که او گمان می‌برد که خود و منبع او دارند پیش می‌برند بگوید، اما حقیقت این است که ممکن است آن‌ها دستشان به خون سربازی جوان یا خانواده‌ای افغانی دیگر آلوده شده باشد.» آسانژ دیرتر در گفتگویی چنین پاسخ داد: «تا آنجا که ما می‌توانیم بگوییم، چنین چیزی نبوده است؛ بنابراین این، جُرمی برپایه حدس و گمان است. تردیدی نیست که ما با احتمال افشای نام افراد بیگناه خیلی جدی برخورد می‌کنیم. برای همین است که ۱۵۰۰۰ سند را برای بازبینی همین نکته نگاه داشته‌ایم.»
 برزیل: لوئیس ایناسیو لولا دا سیلوا در زمان ریاست جمهوری، همبستگی خود را با آسانژ پس از دستگیری او در سال ۲۰۱۰ در بریتانیا اعلام کرد. دا سیلوا از دستگیری آسانژ به عنوان یورش به آزادی بیان یاد کرد
 روسیه: نخست‌وزیر روسیه، ولادیمیر پوتین (رئیس‌جمهور کنونی) زندانی شدن آسانژ را به عنوان حرکتی غیردمکراتیک محکوم کرد. دمیتری مدودف، رئیس‌جمهور وقت پیشنهاد کرد که آسانژ نامزد جایزه نوبل شود و گفت: "سازمان‌های همگانی و غیردولتی باید در اندیشه کمک به او باشند.
 اکوادور: رئیس‌جمهور اکوادور رافائل کورئا با پذیرش پناهندگی آسانژ از او حمایت کرد.
 آرژانتین: الیسیا کاستروُ سفیر آرژانتین در سازمان ملل متحد از او اعلام حمایت کرد.
شخصیت‌هایی مانند تارق علی (روزنامه‌نگار)، جان پری بارلوو، دانیل السبرگ، جان پیلگر، الیور استون و دیگران از او اعلام حمایت کردند.
گزارشگر خاص سازمان ملل برای آزادی آرا و بیان در دسامبر ۲۰۱۰ گفته آسانژ یا دیگر کارمندان ویکی‌لیکس نباید با اتهامات جنایی برای دانسته‌هایی که پراکنده کرده‌اند، رویارو شوند و افزوده "اگر مسئولیتی برای به بیرون رخنه کردن دانسته‌ها وجود دارد، تنها و تنها برای فردی است که این افشاگری را کرده و نه رسانه‌ای که آن را انتشار داده است. شفافیت به این صورت کارساز می‌شود و در موارد زیادی با فساد از این راه برخورد شده است.
دانیل السبرگ یکی از امضاکنندگان بیانیه‌ای است که گروهی بین‌المللی از کارمندان سابق اطلاعات و مقامات سابق حکومت آمریکا در پشتیبانی از کار آسانژ فراهم کرده و در اواخر دسامبر ۲۰۱۰ منتشر کردند. السبرگ گفته «اگر من امروز اوراق پنتاگون را افشا می‌کردم، همین گفته‌ها و اتهامات دربارهٔ من گفته می‌شد… نه تنها به من خائن گفته می‌شد (که در آن زمان هم نامیده شدم و نادرست و افتراآمیز بود) بلکه تروریست هم خوانده می‌شدم… آسانژ و چلسی منینگ بیشتر از من تروریست نیستند.» دیوید مک‌مایکل، ری مک‌گاورن، و پنج تن دیگر از سایر امضاکنندگان این بیانیه بودند.

## حضور در رسانه‌های جمعی
آسانژ یک چهره مردمی است. او در نشست‌های رسانه‌ای زیادی مانند روزهای رسانه‌های نو ۲۰۰۹ در کپنهاگ، نشست لوگان ۲۰۱۰ در گزارشگری کندوکاوگرانه (تحقیقی) در دانشکده روزنامه‌نگاری برکلی و در نشستهای هکری، از جمله بیست و پنجمین و بیست و ششمین کنگره ارتباطات بی‌نظمی حضور داشت. او در نیمه اول سال ۲۰۱۰ در کانال انگلیسی تلویزیون الجزیره، ام‌اس‌ان‌بی‌سی، دمکراسی نا، آر. ت و گزارش کولبرت دربارهٔ انتشار ویدئوی حمله هوایی بغداد از سوی ویکی‌لیکس به گفت‌وشنود پرداخت. در ۳ ژوئن ۲۰۱۰ از راه ویدئو کنفرانس همراه با دانیل السبرگ در گردهم‌آیی دمکراسی شخصی شرکت کرد. السبرگ به ام‌اس‌ان‌بی‌سی گفت: «توضیحی که آسانژ برای پدیدار نشدن در آمریکا داد این بود که آمدن به این کشور برایش خالی از خطر نبود.» در ۱۱ ژوئن ۲۰۱۰ قرار بود که در هیئت هنرنمای گزارشگران و ویراستاران کندوکاوگر در لاس وگاس شرکت کند، اما گزارش‌هایی است که او چند روز پیش از برگزاری آن خبر داده که از این کار منصرف شده است.

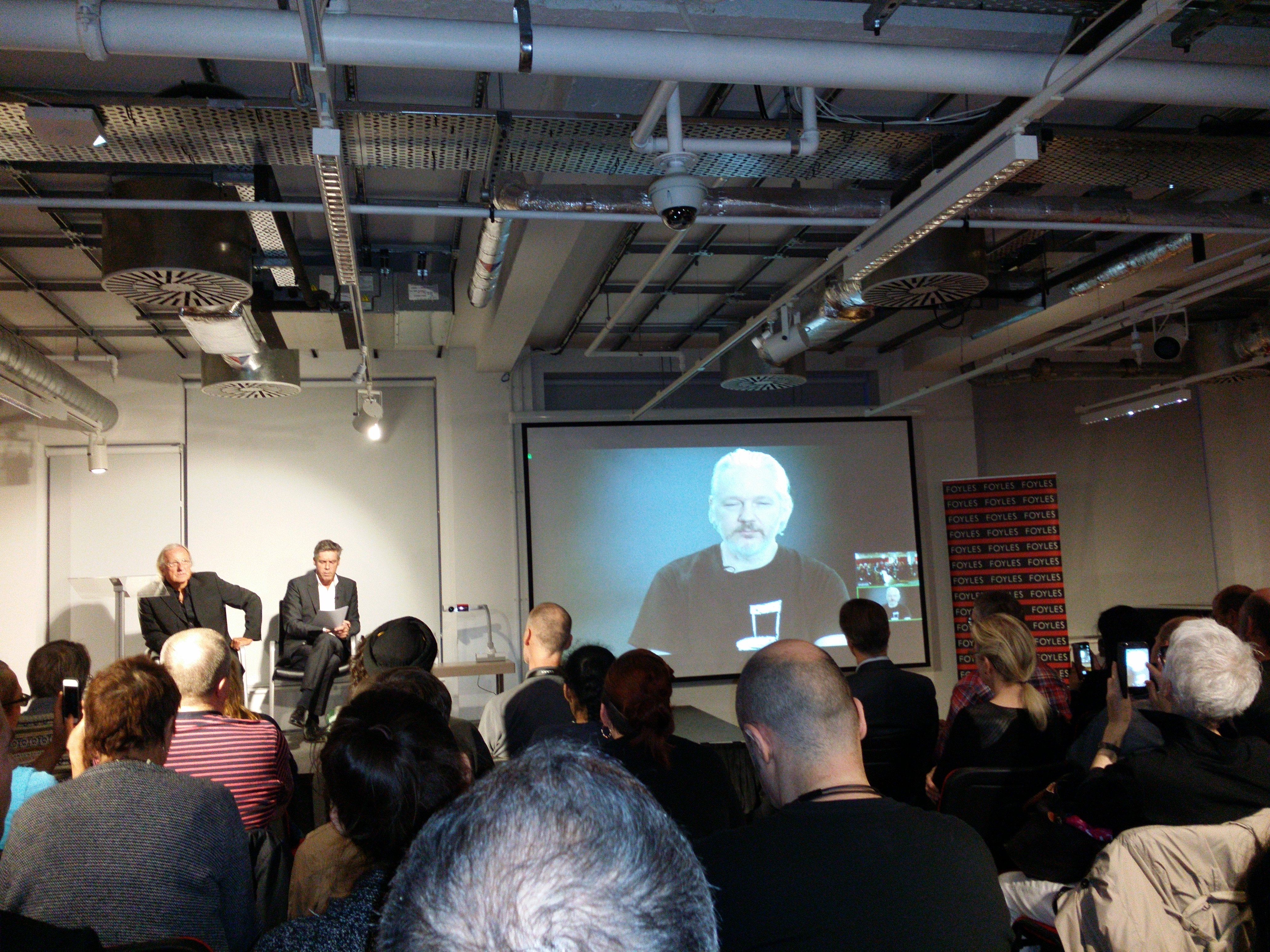
سخنرانی جولیان آسانژ از طریق ویدئو کنفرانس (۲۹ سپتامبر ۲۰۱۵)

او در جلسه‌ای در ۲۱ ژوئن ۲۰۱۰ در بروکسل بلژیک دربارهٔ فیلتر اینترنتی به گفت‌وشنود پرداخته و نگرانی‌های خود را از فیلترهای تازه در کشورهایی مانند استرالیا ابراز کرد. او اعلام کرد که در مقابل دستورهای بستن دهان روزنامه‌ها و حتی افشاگری آن‌ها مقاومت می‌کند. او به گاردین گفت که بیمی برای امنیت خود ندارد، اما پیوسته گوش به‌زنگ است و از سفر به آمریکا می‌پرهیزد.
در ۱۹ ژوئیه ۲۰۱۰ آسانژ سخنران نشست تد در آکسفورد بود و تأیید کرد که ویکی‌لیکس در حال پذیرش دوباره اسناد است. در ۲۶ ژوئیه ۲۰۱۰ پس از انتشار خاطرات جنگ افغانستان، برای نشستی مطبوعاتی در باشگاه فرانت‌لاین حضور یافت. در ۱۵ مارس ۲۰۱۲ نیز در انجمن اتحادیه کمبریج سخنرانی کرد.

## محل زندگی
با اینکه آسانژ شهروند استرالیاست، اما سال‌هاست که نشانی دائمی ندارد. دوره‌هایی را در استرالیا، کنیا و تانزانیا زندگی کرده و در ۳۰ مارس ۲۰۱۰ خانهٔ در ایسلند اجاره کرد. در آنجا او و دیگر کنش‌گرایان -از جمله بیریجیتا یونسدوتیر- روی ویدئوی قتل موازی کار کردند.
بیشتر سال ۲۰۱۰ را در بریتانیا، ایسلند، سوئد و کشورهای اروپایی گذراند. در ۴ نوامبر ۲۰۱۰ به تلویزیون سوئیس تی.اس. آر گفت که به شدت در اندیشه پناهندگی سیاسی خواستن از سوئد بی‌طرف و انتقال کار بنیاد ویکی‌لیکس به آنجاست. در دسامبر ۲۰۱۰ گزارش شد که «دونالد اس. بییر» سفیر آمریکا در سوئیس، به حکومت سوئیس در پناهندگی دادن به آسانژ هشدار داده است.

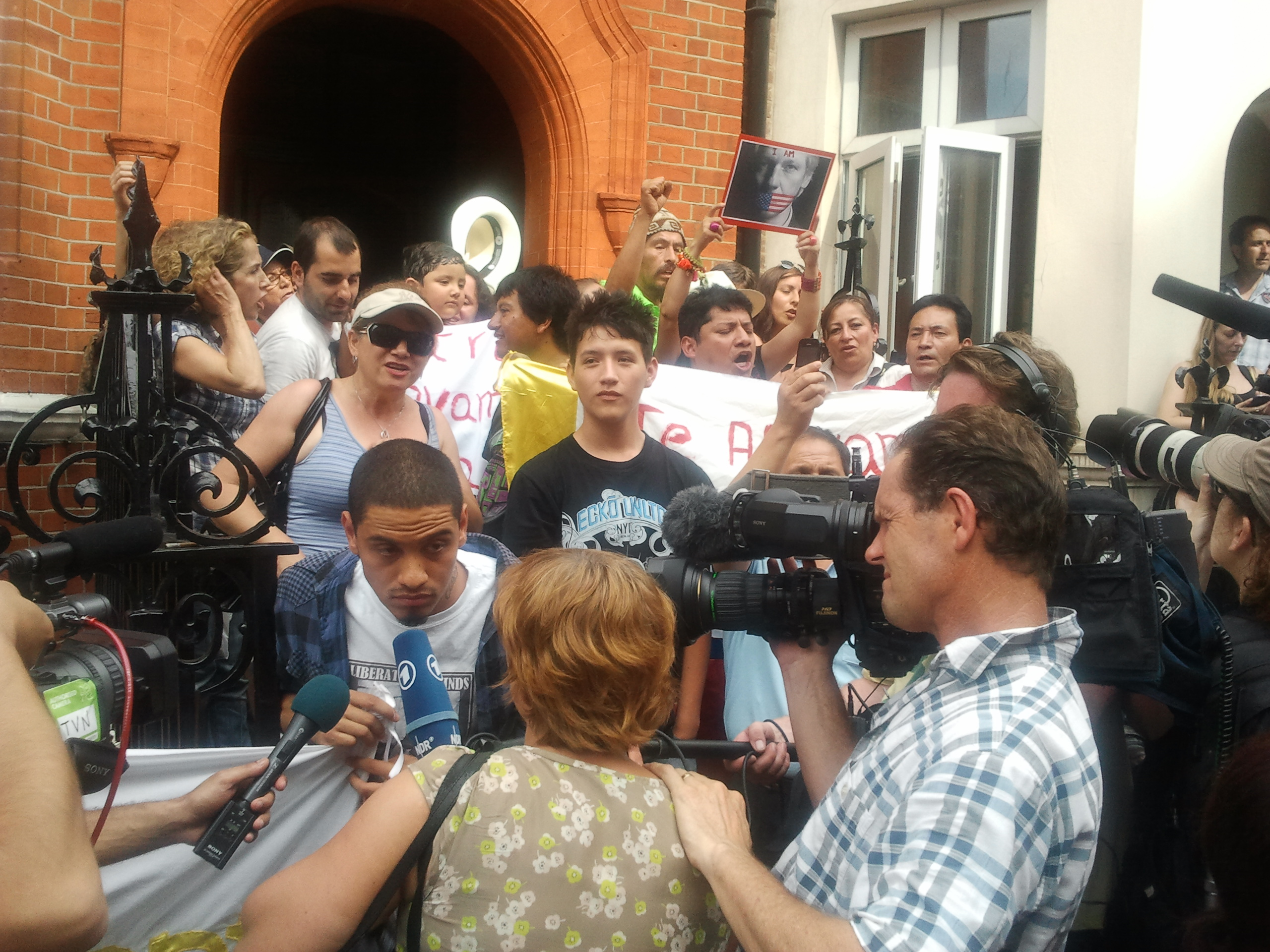
تظاهرات در بیرون از سفارت اکوادور در لندن، محل زندگی جولیان آسانژ (۲۰۱۲)

در اواخر نوامبر ۲۰۱۰، معاون وزیر امور خارجه اکوادور اعلام کرد که کشورش حاضر است «بدون هیچ شرایطی به آسانژ اقامت بدهد و او می‌تواند آزادانه دانسته‌هایی را که در اختیار دارد و تمامی اسناد را نه تنها در اینترنت که در قالب نشست‌های همگانی ارائه دهد.» معاون وزیر امور خارجه بر این باور بود که اکوادور می‌تواند از گفتگو با آسانژ سود برد. وزیر خارجه اکوادور در ۳۰ نوامبر ۲۰۱۰ گفت که درخواست اقامت باید از چشم‌انداز قانونی و دیپلماتیک مطالعه شود. چند ساعت دیرتر، رئیس‌جمهور اکوادور گفت که ویکی‌لیکس اشتباه کرده که قوانین آمریکا را زیر پا گذاشته و این گونه دانسته‌ها را افشا کرده است… هیچ پیشنهاد رسمی هرگز اعلام نشده بود. او خاطرنشان می‌کند که «معاون وزر امور خارجه تنها از سوی خودش» سخن گفته و از این گذشته، در این باره که آیا اکوادور از انتشار شنودها آسیب خواهد دید، تحقیقاتی به راه خواهد انداخت.
آسانژ در دادگاه پژوهش‌خواهی در دادگاه قاضیان شهر وست‌مینیستر در ۷ دسامبر ۲۰۱۰ یک صندوق پستی را به عنوان آدرس خود اعلام کرد. وقتی قاضی به او می‌گوید که این پذیرفتنی نیست، پارک‌ویل ویکتوریا در استرالیا را روی یک ورق کاغذ می‌نویسد. نداشتن نشانی همیشگی و سبک زندگی خانه‌به‌دوشی از دلایلی بوده که قاضی ضمانت را نمی‌پذیرفته است. در نهایت، تا اندازه‌ای با کمک ووگان اسمیث که خانه خود را در الینگام هال را به عنوان نشانی در اختیار او گذاشت، به قید ضمانت آزاد شد.

## فیلم‌شناسی

### ما اسرار را می‌دزدیم: داستان ویکی‌لیکس
ما اسرار را می‌دزدیم: داستان ویکی‌لیکس ساخته سال ۲۰۱۳ الکس گیبنی فیلمی مستند است که به افشاگرهای ویکی‌لیکس، ژولین آسانژ و چلسی منینگ پرداخته است.
در این فیلم دولت آمریکا می‌گوید انتشار این اسناد جان انسان‌ها (سربازان آمریکایی و شهروندان افغان) را به خطر انداخته و ژولیان آسانژ، در یک گفتگوی تلفنی که در این فیلم وجود دارد به‌طور مشخص در پاسخ به این موضوع می‌گوید که این اسناد باید انتشار پیدا کنند، حتی به قیمت جان اشخاص. فیلم تأکید می‌کند که آسانژ این اسناد را در اختیار روسیه یا چین قرار نداده، بلکه با باور اطلاع‌رسانی بدون سانسور، آن‌ها را منتشر کرده تا در دسترس «عموم مردمی که باید آگاه شوند»، قرار بگیرد.
در این فیلم ژولیان آسانژ در خانه، در کنفرانس‌ها و سخنرانی‌ها، موقع کار، هنگام مصاحبه، عکس او را بر صفحه نخست چندین روزنامه، و در لندن، زمانی که با مسئولان روزنامه گاردین برای انتشار اسناد قرار می‌گذارد، دیده می‌شود. مصاحبه‌های فیلم: مصاحبه با نزدیک‌ترین همکاران ویکی لیکس و همچنین مقامات واشینگتن (از جمله رئیس سابق سیا). داستان دو دختر سوئدی که از آسانژ شکایت کرده‌اند، به عنوان پرسش مطرح شده است.
در پایان فیلم گفته می‌شود: حداقل سود ویکی لیکس این بود که دولت‌ها بیشتر مراقب کردار خود باشند.

### دسته پنجم
فیلم دسته پنجم، دربارهٔ وبسایت افشاگر ویکی‌لیکس و جولیان آسانژ بنیان‌گذار است که در سال ۲۰۱۳ توسط بیل کاندن ساخته شد. فیلم‌نامه این فیلم بر اساس کتاب «درون ویکی‌لیکس: وقتی که با جولیان آسانژ و خطرناکترین وبسایت جهان گذراندم» نوشته شده است. در این فیلم نقش آسانژ را بندیکت کامبربچ ایفا کرده است.
آسانژ در ایمیلی خطاب به کامبربچ نوشت: «به نظرم شما انسان خوبی هستید، اما عقیده ندارم که این فیلم خوبی باشد. این فیلم بر اساس کتابی غیرواقعی ساخته شده که نویسنده آن دشمن خونی من و سازمان من بوده است.» آسانژ پیشتر گفته بود که این محصول شرکت والت دیزنی شکست خواهد خورد. برخی از رسانه‌های ایران، رکن پنجم را فیلمی «ضد ایرانی» و «غیرمسئولانه» و آن را «دروغ پردازی سینمای آمریکا دربارهٔ برنامه هسته‌ای در ایران» خواندند.

## جایزه‌ها
- در سال ۲۰۰۹ آسانژ جایزه بخشش بین‌المللی رسانه‌های بریتانیا (رسانه‌های نو) را برای افشای کشتارهای غیرقانونی در کنیا از راه توزیع و همگانی‌کردن تحقیق کمیسیون ملی حقوق مردمی کنیا به «نام فریاد خون - کشتارها و ناپدیدشدن‌های غیرقانونی در کنیا» از آن خود کرد. هنگام گرفتن این جایزه آسانژ گفت: «این بازتاب شهامت و نیروی جامعه مدنی کنیا ست که این بیداد مستند شد.»
- در سال ۲۰۱۰ جایزه برگزیده خوانندگان سم آدامز برای شخصیت سال مجله تایمز به آسانژ داده شد. در آوریل ۲۰۱۱ در فهرست ۱۰۰ شخصیت پرنفوذ تایمز قرار گرفت. یک نظرخواهی غیررسمی ویراستاران در شبکه پست‌مدیا او را بزرگ‌ترین خبرساز سال نامید و شش تن از هر ده تن احساس می‌کردند که آسانژ «تأثیر ژرفی بر شیوه برخورد و انتقال دانسته‌ها داشته است.»
- در نظرخواهی آن‌لاین لوموند یکی از پنج همکار ویکی‌لیکس در افشاگری‌ها تازه، آسانژ با از آن خود کردن پنجاه و شش درصد از آرا شخصیت سال نامیده شد.
- در فوریه ۲۰۱۲ اعلام شد که بنیاد صلح سیدنی که به دانشگاه سیدنی تعلق دارد مدال زرین بنیاد را به خاطر «شهامت و آغازگری استثنایی در پیگیری حقوق مردمی» به آسانژ داده است. در ۱۴ سال تاریخچه هستی این بنیاد این جایزه تنها به چهار نفر پیشکش شده است: نلسون ماندلا، چهاردهمین دالایی لاما (تنزین گیاتسو)؛ دایساکو ایکدا، یک رهبر آیین بودایی ژاپنی و آسانژ.
- در ژوئیه ۲۰۱۰ آسانژ برنده جایزه مارتا گهلهورن برای روزنامه‌نگاری شد. این جایزه هر سال به روزنامه‌نگاری داده می‌شود که «کارش به نسخه جاافتاده رویدادها نفوذ کرده و حقیقتی ناخوشایندی را به زبان می‌آورد که تبلیغات جاافتاده یا ”یاوه‌گویی‌های رسمی» را افشا می‌کند. “ داوران گفته‌اند «ویکی‌لیکس به عنوان پدیده دوران فناوری برتر به نگاره درآمده است که همین‌طور هم هست. اما بیش از آن است. هدف دادگستری آن از راه شفافیت در کهن‌ترین و بهترین سنت‌های روزنامه‌نگاری جای دارد.»